# O Miłości
O Miłości – czwarty album zespołu Kombii, wydany 28 maja 2010 roku przez wydawnictwo muzyczne Universal Music Polska. Album zawiera 10 premierowych utworów oraz jeden bonus w postaci przeboju „Gdzie jesteś dziś” w formie dance.
Grzegorz Skawiński i Waldemar Tkaczyk powiedzieli o swoim albumie: Płyta zawiera dziesięć utworów o miłości, każdy o innym jej kolorze i odcieniu. Jest to koncept album, na którym opowiadamy dziesięć historii z życia wziętych, które mogłyby się przydarzyć każdemu z nas.
Nagrania uzyskały certyfikat złotej płyty.

## Lista utworów
Opracowano na podstawie materiału źródłowego.
1. „Gdzie jesteś dziś”
2. „Zaczaruj mnie”
3. „Uratuj”
4. „Mp3”
5. „Poker”
6. „Kolory tańczą w Twoich oczach”
7. „Ciało”
8. „Chwila”
9. „Krople”
10. „Handlarze miłości”
11. „Gdzie jesteś dziś” (dance version)